# Qbittorrent
A qBittorrent egy Qt4-ben írt, multi-platformos szabad szoftverű BitTorrent kliens GUI. A program a libtorrent-rasterbar könyvtáron alapul, ezt használja a hálózatok közti kommunikációra. A programot Christophe Dumez kezdte el fejleszteni a University of Technology of Belfort-Montbeliard nevű francia egyetemen, 2006 márciusában, és a mai napig aktív fejlesztője a programnak.
A qBittorrent fő célja, hogy alacsony erőforrásigény mellett nagy tudású, magas funkcionalitású, egyszerűen kezelhető és szép grafikus felülettel rendelkező klienst biztosítson a felhasználói részére. A qBittorrent megpróbál egy nyílt forráskódú, multi-platformos alternatívát nyújtani a μTorrent-re egy streaming funkcióval, mely lehetővé teszi, hogy a felhasználók lejátsszák a letöltés alatt álló videó fájlokat. A qBittorrent jelenleg hasonló funkcionalitással rendelkezik, mint az összes többi népszerű torrent-kliens (például a Vuze), de nem szükséges hozzá Java virtuális gép. A qBittorrent saját, beépített torrent-keresővel rendelkezik, amihez Python szükséges, viszont magához a klienshez nem szükséges Python, mint a Deluge és a BitTornado esetében, melyek a Bittorrent protokollhoz is használják.

## Fejlesztése
2006 márciusában jelent meg az első kiadás Christophe Dumez által.

## Funkciók
Funkciók, melyekkel a qBittorrent jelenleg rendelkezik:
- Szekvenciális fájlletöltés, mely lehetővé teszi tartalmak streamelését.
- Könnyen megszokható, µTorrent-hez hasonló felhasználói felület.
- Integrált és bővíthető, beépített keresőmodul, mellyel egy időben több torrent-keresővel kereshetünk, akár kategóriákra (pl. eBook, zenék, filmek) bontva.
- Teljes BitTorrent-protokoll támogatás: DHT, Peer Exchange, teljes titkosítás, Magnet-linkek, BitComet URI.
- Unicode-támogatás.
- UPnP / NAT-PMP port forwarding támogatás
- Torrent létrehozása.
- Haladó RSS-támogatás, RegEx-szűrőkkel.
- Sávszélesség-ütemező.
- EMule és PeerGuardian kompatibilis IP-szűrő.
- IPv6 kompatibilis.

A qBittorrent népszerűsége 2009-ben drámaian megnőtt. Valószínűleg annak a hatása lehetett, hogy a népszerű külföldi BitTorrent-oldal, a thepiratebay.org magnet links-ekre (URIs) váltott és a qBittorrent volt az egyetlen BitTorrent-kliens az Ubuntu-tárolókban, amely rendelkezett magnet link-támogatással.[forrás?]

## Windows-verzió
2012 szeptemberében a SourceForge-os letöltési statisztika alapján a windowsos verzió volt a legnépszerűbb letöltés az alkalmazás által támogatott összes platform közül. A Sourceforge-statisztika szerint a letöltések 89%-a a szoftver windowsos verziójára irányult.

## Mac OS X-verzió
2009. augusztus 10-től a qBittorrent hivatalosan elérhető Mac OS X operációs rendszerre. A DMG (Apple Disk Image) csomagokat Stefanos Antaris készíti, aki egy egyetemi feladat keretében csatlakozott a projekthez. Habár a qBittorrent ezen portja nemrégiben jelent meg, a fejlesztők abban bíznak, hogy a felhasználók érdeklődnek majd az új kliens iránt.

## Lásd még
- BitTorrent kliensek összehasonlító táblázata(wd)
- BitTorrent kliensek felhasználói statisztikája(wd)

## Külső hivatkozások
- Hivatalos oldal
- Hivatalos fejlesztői oldal
- Official qBittorrent wiki
- Official qBittorrent bug tracker
- qBittorrent fingerprint / peerId